# 18 Candles: The Early Years
18 Candles: The Early Years är ett samlingsalbum som Silverstein släppte i maj 2006.

## Låtlista
1. Waiting Four Years
2. Wish I Could Forget You
3. Friends in Fall River
4. Summer's Stellar Gaze
5. My Consolation
6. Forever and a Day
7. Red Light Pledge
8. Dawn of the Fall
9. Wish I Could Forget You
10. Bleeds No More
11. Last Days of Summer
12. Waiting Four Years
13. My Heroine (Acoustic)
14. Call it Karma (Acoustic)
15. Discovering The Waterfront (Live)
16. Defend You (Live)
17. Bleeds No More (Live)
18. Smile In Your Sleep (Mechanical Remix)